# Вашингтон, Исайя
Исайя Вашингтон (англ. Isaiah Washington, 3 августа 1963, Хьюстон, Техас, США) — американский актёр; наиболее известный по роли доктора Престона Бёрка в медицинской драме «Анатомия страсти», которую он играл с 2005 по 2007 годы.

## Ранняя жизнь
Исайя Вашингтон родился в Хьюстоне, штат Техас. Его родители переехали в Миссури, штат Техас в 1980 году, где он стал одним из первых выпускников средней школы Виллоуридж в 1981 году. В одном из своих интервью Стару Джонсу Вашингтон сообщил, что его назвали в честь его отца, который был убит, когда ему было 13 лет. После школы Вашингтон поступил на службу в ВВС США, а после окончания службы в Университет Говарда.

## Карьера

### «Анатомия страсти»
В 2005 году Вашингтон был приглашён в медицинскую драму канала ABC «Анатомия страсти» на роль одарённого доктора — кардиохирурга  Престона Бёрка. Эта роль принесла ему две награды Национальной ассоциации содействия прогрессу как выдающегося актёра в драматическом сериале, а также премию Гильдии киноактёров США. В сериале он снимался в паре с актрисой Сандрой О, которая играет интерна доктора Кристины Янг. Вашингтон первоначально пробовался на роль доктора Дерека Шепарда, однако в итоге роль доктора Шепарда занял Патрик Демпси. Изначально Бёрк был описан как сорокалетний толстяк. За исполнение роли доктора Бёрка Исайя был включён в список самых сексуальных мужчин по версии журнала «ТВ Гид» в июне 2006 года и был назван одним из самых сексуальных врачей на ТВ в июне 2008 года на одноимённом телеканале. До этого Исайя входил в список «50 красивых людей» в мае 2006 года.
В третьем сезоне Вашингтон стал центральной фигурой в широко известном за кулисами споре. В октябре 2006 года сообщалось, что Вашингтон оскорбил актёра Т. Р. Найта по поводу его сексуальной ориентации. Вскоре после того, как это стало достоянием общественности, Т. Р. Найт публично заявил, что он гей. Ситуация была решена, когда Вашингтон опубликовал заявление с извинениями за своё «неудачное общение во время недавнего инцидента на съемочной площадке».
Однако в январе 2007 года на красной ковровой дорожке вручения премии «Золотой глобус» вопрос всплыл вновь. Во время интервью Вашингтон пошутил, сказав: «Я люблю геев. Я хотел быть геем. Пожалуйста, позвольте мне быть геем». После победы в номинации «Лучший драматический актёр» Вашингтон, отвечая на вопросы журналистов, сказал : «Я никогда не называл Т. Р. Найта голубым». Т. Р. Найт же, давая интервью Эллен Дедженерес в «Шоу Эллен Дедженерес», заявил, что «все это слышали».
После обличения его студии, Touchstone Television (сейчас ABC Studios), Вашингтон опубликовал заявление, извиняясь за эпитет в споре с Патриком Демпси. 30 января 2007 года в интервью журналу «People» Вашингтон сообщил, что должен был вернуться в шоу «Анатомия страсти». Однако 7 июня 2007 года, канал ABC заявил, что решено не возобновлять контракт с Вашингтоном, и что он исключён из шоу. Сразу после этого Вашингтон выпустил заявление: «Я зол как черт, и я не собираюсь больше ничего делать». В другом докладе Вашингтон заявил, что он планирует «провести лето, занимаясь благотворительностью в Сьерра-Леоне, сниматься в независимом кино и не беспокоиться по поводу шоу». 2 июля 2007 года Вашингтон появился в «Шоу Ларри Кинга» на CNN, чтобы представить его сторону спора. По мнению Вашингтона, он никогда не произносил гомофобных высказываний относительно Т. Р. Найта, но существует стенограма данного шоу, доказывающая обратное.
В июле 2007 года NBC пригласил Вашингтона в качестве приглашённой звезды в новый сериал «Бионическая женщина». Председатель NBC Бен Сильверман отметил свою готовность работать с Вашингтоном. Однако сериал был отменен после выхода первых 8 эпизодов из-за низких рейтингов. Сам Вашингтон сказал, что его увольнение из «Анатомии страсти» было досадным недоразумением и что он готов оставить это в прошлом. К началу следующего сезона «Анатомии страсти» персонаж Вашингтона Престон Бёрк покинул шоу.

## Личная жизнь
14 февраля 1996 года Вашингтон женился на Дженисе Мари Гарланд, супруги воспитывают троих детей (Исайя V, Тайм и Имэн).
Он отправился в Сьерра-Леоне в мае 2006 года и получил гражданство Сьерра-Леоне, что сделало его первым афроамериканцем, которому было предоставлено полное гражданство на основе ДНК.

## Фильмография

### Фильмы
| Год  | Название на русском          | Роль                  | Примечания                  |
| ---- | ---------------------------- | --------------------- | --------------------------- |
| 1991 | Цвет любви                   |                       |                             |
| 1991 | Земля, где умерли мои отцы   | Малкольм              | Короткометражный фильм      |
| 1991 | Только бизнес                | Хастлер               |                             |
| 1994 | Круклин                      | Вик                   |                             |
| 1994 | Радуга Алмы                  | Майлс                 |                             |
| 1995 | Стоунвол                     | Полицейский в форме   |                             |
| 1995 | Толкачи                      | Виктор Данхэм         |                             |
| 1995 | Мёртвые президенты           | Эндрю Кёртис          | Роль в титрах не указана    |
| 1996 | Девушка № 6                  | Магазинный вор        |                             |
| 1996 | Садись в автобус             | Кайл                  |                             |
| 1997 | Лав Джоунс                   | Сэйвон Гаррисон       |                             |
| 1998 | Смешивая Нию                 | Льюис                 |                             |
| 1998 | Булворт                      | Дарнелл               |                             |
| 1998 | Ритуалы                      | Вендал                | Короткометражный фильм      |
| 1999 | Настоящее преступление       | Фрэнк Льюис Бичам     |                             |
| 1999 | Вне поля зрения              | Кеннет Миллер         |                             |
| 1999 | Похороны в Техасе            | Уолтер                |                             |
| 2000 | Вуаль                        | Бэнтли                | Фильм вышел только на видео |
| 2000 | Ромео должен умереть         | Мак                   |                             |
| 2000 | В пустыне                    | Стоун                 |                             |
| 2001 | Тара                         | Макс                  | Фильм вышел только на видео |
| 2001 | Сквозные ранения             | Джордж Кларк          |                             |
| 2001 | Священная плоть              | Роланд                |                             |
| 2002 | Добро пожаловать в Коллинвуд | Леон                  |                             |
| 2002 | Корабль-призрак              | Грир                  |                             |
| 2003 | Голливудские копы            | Энтони Сартэйн        |                             |
| 2003 | История одной девушки        | Шэйн                  |                             |
| 2004 | Дикость 2                    | Теренс Бридж          | Фильм вышел только на видео |
| 2004 | Мёртвые птицы                | Тодд                  |                             |
| 2004 | Трио: Эскорт                 | Бернадр «Бенни» Гриер | Фильм вышел только на видео |
| 2005 | Магнаты                      | Гомер                 |                             |
| 2008 | Один из них                  | Отец Андрэ Джэймс     |                             |
| 2010 | Сезон ураганов               | Тренер Бадди Симмонс  | Фильм вышел только на видео |
| 2011 | Зона Кью                     | Томас Мэттьюс         |                             |
| 2013 | Новая попытка Кейт Макколл   | Уилсон                |                             |

### Телевидение
| Год                        | Название на русском                            | Роль                  | Примечания                           |
| -------------------------- | ---------------------------------------------- | --------------------- | ------------------------------------ |
| 1991                       | Закон и порядок                                | Дерек Харди           | Сезон 2, эпизод «Вне контроля»       |
| 1993                       | На мели                                        | Вилли                 |                                      |
| 1994                       | Убийство: жизнь на улице                       | Лэйн Стэйли           | Сезон 2, эпизод «Чёрный или голубой» |
| 1994                       | Жизненные истории: семьи в кризисных ситуациях | О. Г.                 | Эпизод «История Эдди Матоса»         |
| 1995                       | Полиция Нью-Йорка                              | Антонио Бостон        | Сезон 3, эпизод «Скорая помощь»      |
| 1996                       | Мистер и миссис Ловинг                         | Блу                   |                                      |
| 1996                       | Тайны Нью-Йорка                                | Андрэ Морган          |                                      |
| 1996                       | Душа игры                                      | Взрослый Вилли Мэйс   |                                      |
| 1996                       | Одиночная гостиная                             | Доктор Чарльс Робертс |                                      |
| 1997                       | Высокий инцидент                               | Рулон 'РуДуг' Дуглас  |                                      |
| 1997                       | Джо Торре: финты вдоль пути                    | Двайт Гуден           |                                      |
| 1998                       | Закон улиц                                     | Вилфред               |                                      |
| 1998                       | Элли Макбил                                    | Майкл Риверс          | 2 эпизода 1-го сезона                |
| 2000                       | Танец в сентябре                               | Джордж Вашингтон      |                                      |
| 2000                       | Пища для души                                  | Майлс Дженкинс        |                                      |
| 2001                       | Прикосновения ангела                           | Преподобный Дэвис     | Эпизод: Смерть в семье               |
| 2001                       | Все мои дети                                   | Офицер полиции        |                                      |
| 2005—2007, 2014 (22 серия) | Анатомия страсти                               | Престон Бёрк          | Регулярный актёр. 61 эпизод          |
| 2007                       | Биобаба                                        | Антонио Поуп          |                                      |
| 2014—2018                  | 100                                            | Телониус Джаха        |                                      |